# Gmina Dorohusk
Gmina Dorohusk ist eine Landgemeinde im Powiat Chełmski der Woiwodschaft Lublin in Polen. Ihr Sitz ist das Dorf Dorohusk (ukrainisch Дорогуск/Dorohusk; russisch Дорогуск/Dorogusk) mit etwa 500 Einwohnern.

## Geographie
Die Landgemeinde liegt 20 km östlich von Chełm am Westlichen Bug, der die Außengrenze der Europäischen Union zur Ukraine bildet.

## Gliederung
Zur Landgemeinde Dorohusk gehören folgende Ortschaften:
Barbarówka
Berdyszcze
Brzeźno
Dobryłówka
Dorohusk
Dorohusk-Osada
Husynne
Kępa
Kolemczyce
Kroczyn
Ladeniska
Ludwinów
Majdan Skordiowski
Michałówka
Mościska
Myszkowiec
Okopy
Okopy-Kolonia
Olenówka
Ostrów
Pogranicze
Puszki
Rozkosz
Skordiów
Stefanów
Świerże
Teosin
Turka
Wólka Okopska
Wólka Okopska (osada leśna)
Zalasocze
Zamieście
Zanowinie

## Verkehr
Durch das namensgebende Dorf verläuft die Droga ekspresowa S12/E 373. Am Straßen-Grenzübergang und dem Grenzbahnhof Dorohusk wird der Verkehr in das ukrainische Jahodyn (Ягодин) abgewickelt.